# Litteraturåret 1949

## Händelser
- Harry Martinson blir invald i Svenska Akademien.

## Priser och utmärkelser
- Nobelpriset – William Faulkner, USA[1]
- ABF:s litteratur- & konststipendium – Stig Sjödin och Axel Strindberg
- Bellmanpriset – Bertil Malmberg
- De Nios Stora Pris – Fritiof Nilsson Piraten och Johannes Edfelt
- Eckersteinska litteraturpriset – Östen Sjöstrand
- Svenska Dagbladets litteraturpris – Werner Aspenström, Folke Dahlberg, Lars Göransson och Owe Husáhr
- Tidningen Vi:s litteraturpris – Gunnar Ekelöf, Carl-Emil Englund, Sven Rosendahl och Eva Neander
- Övralidspriset – Harry Martinson

## Nya böcker

### 0 – 9
- 1984 av George Orwell

### A – G
- Alla älvens timmer av Otto Karl-Oskarsson
- Allrakäraste Syster av Astrid Lindgren
- Att en dag vakna av Per Anders Fogelström
- Att vara dräng av Birger Vikström
- Av egen kraft av Folke Fridell
- Bekännelse av Folke Fridell
- Brudbloss och jungfrulin av Emil Hagström
- Bröllopsbesvär av Stig Dagerman
- Crooked House av Agatha Christie
- Dagbok från Schweiz av Eyvind Johnson
- Den blåa himlen av Elsa Grave
- Den röda planeten av Robert A. Heinlein
- Djungeltagen av Eric Lundqvist
- Drömmar om rosor och eld av Eyvind Johnson
- Dårhushjonet av Lars Levi Læstadius (postumt)
- Efter levande modell av Gunnar Cederschiöld
- Eld av eld av Lars Ahlin
- Eld i håg av Stieg Trenter
- Fem i knipa av Enid Blyton
- Fotspår i vattnet av Artur Lundkvist
- Gillis Bonde från Ham av J.R.R. Tolkien

### H – N
- Herr Peter av Elsa Beskow[2]
- Huset har ingen filial av Lars Ahlin
- Jorms saga av Gustav Hedenvind-Eriksson
- Judasdramer av Stig Dagerman
- Kantele av Stina Aronson
- Karius och Baktus av Thorbjørn Egner
- Kastrullresan av Edith Unnerstad
- Kinesisk utflykt av Hagar Olsson
- Ligister av Per Anders Fogelström
- Livets fest av Moa Martinson
- Manne av Erik Asklund
- Medusan och djävulen av Elsa Grave
- Mera om oss barn i Bullerbyn av Astrid Lindgren[3]
- Mikael Ludenfot av Mika Waltari
- Moderna myter av Lars Gyllensten
- Mördaren ljuger inte ensam av Maria Lang
- Nils Karlsson Pyssling av Astrid Lindgren[3]

### O – U
- Offerrök av Jan Fridegård
- Snölegend av Werner Aspenström
- Sotfragment av Stig Sjödin[4]
- Ture Sventon i öknen av Åke Holmberg
- Två skådespel av Stina Aronson
- Tvåsam av Willy Kyrklund
- Utvandrarna av Vilhelm Moberg

### V – Ö
- What Mad Universe av Fredric Brown
- Vägen genom A av Alf Henrikson

## Födda
- 12 januari – Haruki Murakami, japansk författare och översättare.
- 25 januari – Åsa Nilsonne, svensk psykiater och författare.
- 23 februari – César Aira, argentinsk författare och översättare.
- 26 februari – Elizabeth George, amerikansk författare.
- 13 maj – Eva Eriksson, svensk konstnär, illustratör och författare.
- 21 maj – Björn Ranelid, svensk författare.
- 22 maj – Aino Trosell, svensk författare och dramatiker.
- 27 maj – Harald Nordberg, norsk illustratör och författare.
- 5 juni – Ken Follett, brittisk författare.
- 13 juni – Simon Callow, brittisk skådespelare, regissör och författare.
- 19 juni – Anders Olsson, svensk författare och litteraturvetare.
- 22 juni – John-Henri Holmberg, svensk författare, översättare och bokförläggare.
- 27 juni – Rafael Chirbes, spansk författare och litteraturkritiker.
- 2 augusti – Bei Dao, kinesisk poet.
- 3 oktober – Malena Ivarsson, svensk socionom, sexolog, författare och programledare i TV.
- 12 oktober – Lars Åke Augustsson, svensk författare, journalist och översättare.
- 16 november – Rita Holst, svensk manusförfattare och författare.
- 20 november – Ulf Lundell, svensk rocksångare, författare, bildkonstnär och poet.

## Avlidna
- 6 maj – Maurice Maeterlinck, 86, belgisk författare, nobelpristagare 1911.
- 10 juni – Sigrid Undset, 65, norsk författare, nobelpristagare 1928.
- 16 augusti – Margaret Mitchell, 48, amerikansk författare.
- 3 september – Vilhelm Ekelund, 68, svensk författare.

### Fotnoter
1. ↑  ”Nobelpriset i litteratur”. https://www.nobelprize.org/prizes/lists/all-nobel-prizes-in-literature/. Läst 20 mars 2011.
2. ↑  ”Elsa Beskows boktitlar”. Arkiverad från originalet den 14 december 2012. https://web.archive.org/web/20121214172009/http://kampanj.bonniercarlsen.se/beskow/titlar1.htm. Läst 12 april 2011.
3. 1 2  ”Astrid Lindgren”. http://www.astridlindgren.se/verken/bocker/textbocker. Läst 21 mars 2011.
4. ↑  Sverige 1900-talet – Arbetets ansikten i litteraturen, NE, Bra Böcker, 2000